# Carlos Delgado Altieri
Carlos Delgado Altieri   (Lares, 9 de gener de 1960) és un polític porto-riqueny, alcalde del municipi d'Isabela des del 2001. Va obtenir un grau en administració d'empreses amb especialització de marketing en la Universitat de Puerto Rico. És el candidat a Governador de Puerto Rico en les eleccions del 3 de novembre de 2020 pel partit Popular Democràtic, després de derrotar a l'alcaldesa de San Juan Carmen Yulín Cruz i el senador Eduardo Bhatia en les primàries.